# John Hunter (cirurgião)
John Hunter FRS (13 de fevereiro de 1728 — Londres, 16 de outubro de 1793) foi um cirurgião escocês.

## Vida
Um dos mais ilustres cientistas e cirurgiões de sua época. Ele foi um dos primeiros defensores da observação cuidadosa e do método científico na medicina. Ele foi professor e colaborador de Edward Jenner, pioneiro da vacina contra a varíola. Ele supostamente pagou pelo corpo roubado de Charles Byrne e passou a estudá-lo e exibi-lo contra os desejos explícitos do falecido. Sua esposa, Anne Hunter (nascida Home), era poetisa, e alguns de seus poemas foram musicados por Joseph Haydn.
Ele aprendeu anatomia ajudando seu irmão mais velho William com dissecações na escola de anatomia de William no centro de Londres, começando em 1748, e rapidamente se tornou um especialista em anatomia. Ele passou alguns anos como cirurgião do Exército, trabalhou com o dentista James Spence realizando transplantes de dentes e, em 1764, montou sua própria escola de anatomia em Londres. Ele construiu uma coleção de animais vivos cujos esqueletos e outros órgãos ele preparou como espécimes anatômicos, eventualmente acumulando cerca de 14 000 preparações que demonstram a anatomia de humanos e outros vertebrados, incluindo mais de 3 000 animais.
Hunter se tornou um membro da Royal Society em 1767. Ele foi eleito para a American Philosophical Society em 1787. A Hunterian Society of London foi nomeada em sua homenagem, e o Hunterian Museum do Royal College of Surgeons preserva seu nome e sua coleção de espécimes anatômicos. A coleção ainda contém o corpo obtido ilegalmente de Charles Byrne, apesar dos protestos em andamento.

## Legado
Em 1799, o governo comprou a coleção de papéis e espécimes de Hunter, que apresentou à Companhia de Cirurgiões.

### Contribuições para a medicina
Hunter ajudou a melhorar a compreensão dos dentes humanos, crescimento e remodelação óssea, inflamação, ferimentos por arma de fogo, doenças venéreas, digestão, o funcionamento dos lácteos, desenvolvimento infantil, a separação dos suprimentos de sangue materno e fetal e o papel do sistema linfático. Ele realizou a primeira inseminação artificial registrada em 1790 na esposa de uma cortina de linho. 